# 中越地方
| 中越地方 |                                 |
| 平假名   | ちゅうえつちほう                |
| 國       | 日本                            |
| 地方     | 中部地方、北陸地方、 甲信越地方 |
| 面積     | 4,286.30 [km²                   |
| 總人口   | 789,495人 （2010年國勢調査）    |

中越地方（ちゅうえつちほう）是日本新潟縣4部份（上越・中越・下越・佐渡）中的（越後時代為3部分）中央部。中心都市為長岡市。
以前的越後國（新潟縣本州部分）、接近京的稱為上越後（かみえちご）、遠方的稱為下越後（しもえちご）。中間的地域為中越後（なかえちご）、中越後的略稱「中越」其後一直使用為新潟縣中央部的地域名。

## 概要
南有三國山脈、東有越後山脈、西有米山、信濃川流經的主要地方。
是越光米的産地。南部古代屬越後國魚沼郡、今日亦稱為魚沼地方（うおぬまちほう）。新潟縣米産地多在信濃川、魚野川流域等中越地方、魚沼越光米是全國有名的高級米。

## 地理

### 市町村
新潟縣「中越地域」含以下市町村。
- 長岡市
- 三条市
- 柏崎市
- 小千谷市
- 加茂市
- 十日町市

- 見附市
- 魚沼市
- 南魚沼市
- 南蒲原郡
  - 田上町
- 三島郡
  - 出雲崎町

- 南魚沼郡
  - 湯澤町
- 中魚沼郡
  - 津南町
- 刈羽郡
  - 刈羽村

### 地形
- 山：苗場山、八海山、魚沼駒岳、卷機山、米山
- 川：信濃川、魚野川、渋海川
- 平原：越後平野
- 丘陵：魚沼丘陵、東頸城丘陵

### 氣象
川端康成的雪國中亦有描寫，為日本少數的豪雪地帯。

## 歷史
信濃川流域位置、戰國時代是以春日山為本據地的關東管領上杉氏的地盤（栃尾城等）。江戶時代的小千谷等和江戶進行衣類貿易、整備經佐渡金山路徑連結高崎宿（現在群馬縣高崎市）與寺泊間的三國街道。幕末以長岡藩加入奥羽越列藩同盟。明治維新以後、作為自由港的新潟港重要性提高，和關東地方・東京間的關係更上一層樓、昭和初期設上越線、戰後高度經濟成長以後有上越新幹線・關越自動車道等交通網。
廢藩置縣時、中越地方為柏崎縣。於1873年編入新潟縣至現在。

## 交通

### 鐵道
信越本線長岡站以北的弥彦線指定為新潟近郊區間。
JR東日本新潟支社
- 上越新幹線
- 信越本線
- 上越線
- 只見線
- 越後線
- 弥彦線
- 飯山線

北越急行
- 北北線

#### 廢線
- 蒲原鐵道線
- 越後交通長岡線
- 越後交通栃尾線

- 舊國鐵
  - 魚沼線
  - 弥彦線（越後大崎站 - 大浦站 - 越後長澤站）

### 道路

#### 高速道路
- 北陸自動車道
- 關越自動車道

#### 一般國道
- 國道8號
- 國道17號
- 國道116號
- 國道117號
- 國道252號

- 國道253號
- 國道291號
- 國道351號
- 國道352號
- 國道353號

- 國道402號
- 國道403號
- 國道404號
- 國道405號

## 出典
1. ↑  .   [2012-06-02]. （原始内容存档于2017-05-25）.

## 關連項目
- 魚沼郡
- 古志郡
- 刈羽郡
- 三島郡 (新潟縣)
- 柏崎縣

- 柏崎刈羽地域
- 新潟縣縣央地域
- 新潟縣中越沖地震
- 新潟縣中越地震

- 上越地方
- 下越地方
- 佐渡地方